# Montflours
Montflours é uma comuna francesa na região administrativa da Pays de la Loire, no departamento de Mayenne. Estende-se por uma área de 7,93 km². Em 2010 a comuna tinha 259 habitantes (densidade: 32,7 hab./km²).